# 黒川駅 (兵庫県)
黒川駅（くろかわえき）は、兵庫県川西市針田にあった能勢電鉄妙見の森ケーブルの駅である。標高237 mに位置した駅であった。

## 概要
妙見の森ケーブルの麓側の駅であった。能勢電鉄妙見線の妙見口駅から1.4 kmほど離れており、徒歩で約20分またはバスで約5分を要する所に当駅があった。

## 歴史

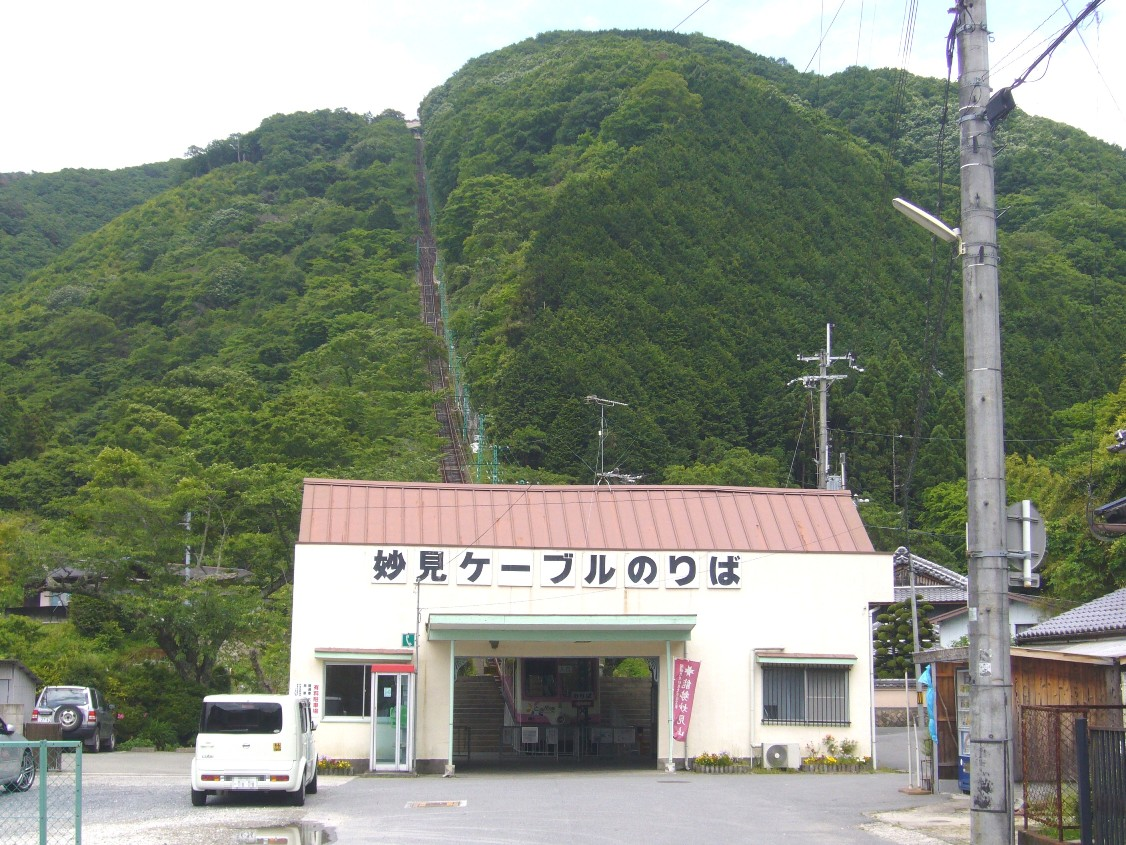
2013年に開業時の外観が再現される前の駅舎（2007年5月）

- 1925年（大正14年）8月1日：妙見鋼索鉄道下部線の滝谷駅として開業。
- 1944年（昭和19年）2月11日：廃止。
- 1960年（昭和35年）4月22日：能勢電気軌道鋼索線（妙見ケーブル）の黒川駅として再開業。
- 2012年（平成24年）3月17日：『北摂里山博物館（地域まるごとミュージアム）構想』の一環として、駅舎を改装（冬期休業明けの営業再開日にリフレッシュオープン）[1]。
- 2013年（平成25年）3月16日：「妙見ケーブル」から「妙見の森ケーブル」に改称するとともに、駅の外観を開業当時のレトロな雰囲気があるものに改装[2]。
- 2023年（令和5年）12月4日：廃止[3]。

## 駅構造

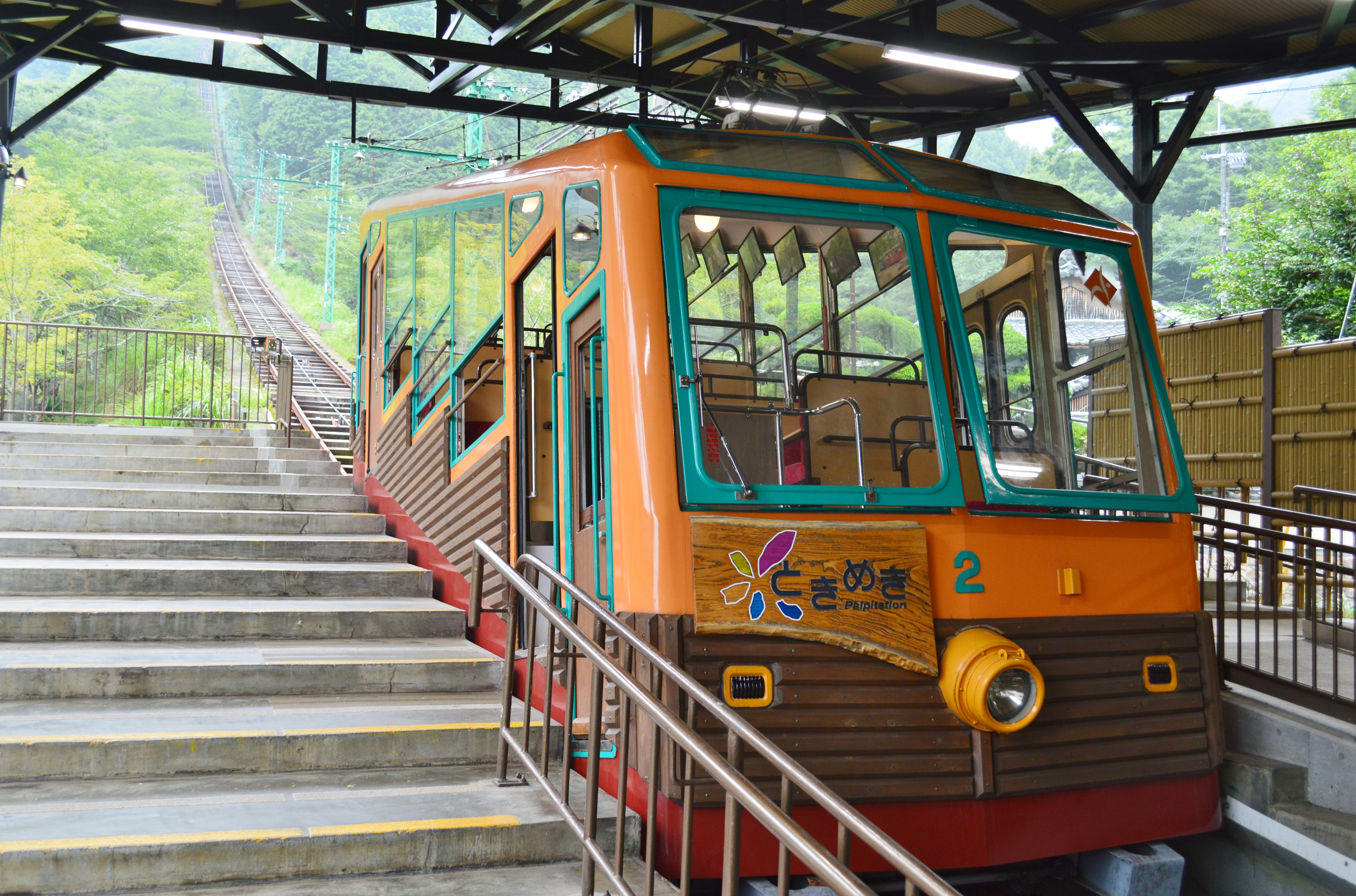
ホーム（2017年8月）

2面1線であり、出口から見て左側が乗車兼降車用、右側が降車用である（ただし、現在は左側しか使わない）。
自動改札機はないが、自動券売機が設置されている。
これまでに改装を経ているものの、駅舎の躯体については、戦前の妙見鋼索鉄道当時の写真との比較でもうかがえるように、旧・滝谷駅開業当時からのものが生かされている。

### 構内図
| 改札口 | 乗車兼降車用       |
| 改札口 | ケーブル山上方面へ |
| 改札口 | 降車用             |

## 利用状況
2021年（令和3年）の1日あたりの乗降人員は263人であった。2015年を境に乗降人員数は年々減少しており、特に2020年（令和2年）以降はコロナ禍による減少からの立ち直りが遅れていたことがうかがえる。
《表の出典：》
| 年     | 乗降人員 |
| ------ | -------- |
| 2011年 | 278      |
| 2012年 | 310      |
| 2013年 | 335      |
| 2014年 | 388      |
| 2015年 | 427      |
| 2016年 | 414      |
| 2017年 | 403      |
| 2018年 | 395      |
| 2019年 | 373      |
| 2020年 | 269      |
| 2021年 | 263      |

## 駅周辺
戦前の妙見鋼索鉄道の当時は、能勢妙見山参りの旅客需要が多く、遠方からの参詣者などのために黒川駅（当時は滝谷駅）の前の通りに旅館や食堂が軒を連ねて営まれていた。その賑わいぶりから「黒川銀座」の名前で呼ばれたという。当時の写真の中に「瀧谷食堂」の名前がうかがえるほか、兵庫県の資料などによれば、当時の旅館として「長谷屋」や「大阪屋」、「神田屋」があったことが知られている。
- 白瀧稲荷神社
- 水口家住宅主屋（国登録有形文化財[9]）
- 妙見線 妙見口駅（徒歩約20分、バスで約5分）
- 黒川ダリヤ園（徒歩約25分）[10] - 地元農家で組織する黒川会が運営。10月上旬から10月下旬にかけてがダリアの花の見ごろとなる。
- 川西市黒川里山センター[11] - 旧・川西市立黒川小学校（2022年3月廃校）の1904年（明治37年）築の木造校舎を保存・活用。NPO法人コクレオの森が運営、「黒川里山塾」を開催。
- 徳林寺[12] - 地元黒川地区にある曹洞宗の名刹。毎年6月に菩提樹の花が開花して見ごろを迎える。「黒川里山塾」のツアーでも休息立ち寄り処[13]。

## バス路線
バス停名は「ケーブル黒川駅」。
- 阪急バス（妙見口能勢線）
  - （8系統）地黄局前→倉垣 経由 奥山内・和田・奥田橋方面（循環）（平日のみ）
  - （8系統）妙見口駅 行き（平日のみ）
  - （8系統）妙見口駅 →支所前→箕面森町地区センター行き（平日のみ）
    - 終点の箕面森町地区センターからは、阪急バスの箕面森町線で千里中央行きに乗り換えができる。

  - （5系統）妙見口駅 行（日曜・祝日のみ、冬季は運休）
- 京都交通の路線は2003年7月1日に廃止された。このため、能勢町による運行補助によって、上記の阪急バスの路線が運行が行われている。能勢町公共交通会議による協議を経て、2024年4月にバス路線の廃止ならびに能勢町民向け定時定路線型乗合タクシーへの移行が決まった。妙見ケーブルが当初2024年6月廃止予定から2023年12月廃止に繰り上がったのは、冬期休業から再開明けの2024年4月～6月の運行時にはバス路線の運行が無くなっていることも理由のひとつとなった。
- 府県境を越えて450 mほどに、豊能町AIオンデマンド交通 『HANI+（ハニタス）』の「Y-010」ミーティングポイントがあり、妙見口駅・ときわ台駅・光風台駅などへの利用ができる。

## 隣の駅
能勢電鉄
妙見の森ケーブル
黒川駅 - ケーブル山上駅